# Primorsko-goranski savez
Primorsko-goranski savez (PGS) liberalna je hrvatska politička stranka centra koja djeluje na području Hrvatskoga primorja i Kvarnera te Gorskoga kotara. Osnovana je 11. ožujka 1990.
Osnovana je 1990. godine u Rijeci pod nazivom Riječki demokratski savez (prvo RDS a potom RiDS) i ispočetka je svoje aktivnosti ograničila samo na taj grad. Na parlamentarnim izborima 1992. Godine je sudjelovala na zajedničkoj listi s regionalnim strankama Istarski demokratski sabor i Dalmatinska akcija.
Iako je ta lista prešla izborni prag od 3 % i dobila dva mjesta u Saboru, predstavnik RiDS-a bio je na 3. mjestu te nije ušao u Sabor. Parlamentarni status je, ipak, dobila zahvaljujući tome što je njezin tadašnji kandidat Vladimir Bebić uspio poraziti HDZ-ova kandidata u jednoj od dvije većinske izborne jedinice u Rijeci. 
Bebić je ubrzo nakon toga napustio RiDS te se je priključio SDU-u. Međutim RiDS je u međuvremenu postao etabliran na lokalnim izborima 1993. godine, iako se u Rijeci nije mogao mjeriti s dominacijom IDS-a u susjednoj Istri.
RiDS je 28. rujna 1996. promijenio ime u PGS, nastojeći se definirati kao regionalistička stranka koja osim interesa Rijeke zastupa i interese šire regije.
Na izborima 2000. godine ušao je u Sabor kao koalicijski partner SDP-a i HSLS-a, a godine 2003. kao koalicijski partner SDP-a.
Na izborima 2007. godine PGS nastupa kao koalicijski partner HSS-a i HSLS-a, potom 2011. s BUZ-om i HRS-om, a 2015. i 2016. s IDS-om i Listom za Rijekom. U tih nekoliko izbornih ciklusa nisu uspjeli izboriti ni jedan saborski mandat.